# Blaise Nkufo
Blaise Isetsima Nkufo (Kinshasa, 25 mei 1975) is een Congolees ex-voetballer met de Zwitserse nationaliteit. Als international was hij actief voor Zwitserland. Nkufo maakte tussen 2003 en 2010 indruk in de Eredivisie als veelvuldig scorende spits bij FC Twente, waar hij clubtopscorer aller tijden werd. 
Bij zijn afscheid is er bij de hoofdingang van De Grolschveste een levensgroot standbeeld geplaatst voor zijn verdiensten voor FC Twente.
Nkufo speelde eerder bij verschillende clubs in Zwitserland, Qatar en Duitsland. In 2011 zette hij een punt achter zijn carrière, nadat zijn contract bij Seattle Sounders FC in onderling overleg werd ontbonden.

## Levensloop

### Jeugd en start carrière
Isetsima Nkufo werd geboren in Kinshasa, Zaïre (tegenwoordig Democratische Republiek Congo). Op zevenjarige leeftijd vluchtte hij met zijn ouders naar Zwitserland waar zijn voornaam veranderd werd in Blaise. In Lausanne groeide hij op en doorliep hij de middelbare school. Hij ging op dertienjarige leeftijd spelen bij Lausanne FC Ouchy. Toen hij zeventien was ging hij naar stadgenoot Lausanne-Sport waar hij in het seizoen 1993/94 debuteerde in de Zwitserse Nationalliga A. Hij kwam tot twee optredens in het eerste elftal. Het daaropvolgende seizoen deed Nkufo een stapje terug en kwam hij uit voor FC Echallens in de Nationalliga B. Hier scoorde hij zijn eerste doelpunt. In zestien competitiewedstrijden kwam Nkufo tot negen goals. In 1998 nam hij de Zwitserse nationaliteit aan.

### Clubloopbaan
Vanaf 1995 kwam Nkufo een jaar uit voor de Qatarese voetbalclub Al-Arabi, waarmee hij kampioen werd van de Qatari League. Vervolgens keerde hij terug naar Zwitserland en kwam hij tussen 1996 en 2001 met wisselend succes uit voor Yverdon-Sport FC, FC Lausanne-Sport, Grasshopper, FC Lugano, opnieuw Grasshopper en FC Luzern. In deze periode scoorde hij 55 doelpunten in 127 wedstrijden.
Inmiddels was Nkufo in de winter van 2001 van FC Luzern naar 1. FSV Mainz 05 in de Duitse 2. Bundesliga overgegaan. In anderhalf seizoen kwam hij tot twintig doelpunten in 42 wedstrijden, waarmee hij zich in de kijker van Hannover 96 speelde. In de Bundesliga kwam Nkufo echter niet tot scoren en bleef het aantal wedstrijden beperkt tot negen in seizoen 2002/03. Nadat beoogd spits Arco Jochemsen in de voorbereiding van het seizoen 2003/2004 tijdens een oefenwedstrijd tegen Real Zaragoza een ernstige knieblessure opliep moest FC Twente op zoek naar een vervanger. Na een proefwedstrijd kwam FC Twente in augustus 2003 met Hannover overeen Nkufo voor een jaar te huren. In zijn eerste wedstrijd voor FC Twente, op 16 augustus 2003, tegen RBC Roosendaal scoorde hij direct een doelpunt. In december 2003 viel hij op door in acht dagen tijd zowel tegen Feyenoord als Ajax twee keer te scoren. In april 2004 besloot FC Twente de optie tot koop te lichten. Met behulp van externe financiers betaalde de club ongeveer 700.000 euro voor Nkufo en werd de speler een driejarig contract aangeboden. Hoewel hij in vergelijking met zijn contract bij Hannover 96 salaris inleverde, werd het aanbod door Nkufo geaccepteerd. In 2005 werd het contract van Nkufo verbeterd en tot 2009 verlengd en in 2008 met nog eens een jaar tot 2010.
Bij FC Twente was Nkufo zes seizoenen achtereen clubtopscorer in de Eredivisie. Zowel in 2004 als in 2009 was hij met Twente verliezend finalist in het toernooi om de KNVB Beker. Vanaf 2006 plaatste Twente zich ieder jaar voor Europees voetbal. Zowel in seizoen 2007/08 als in 2008/09 plaatste Twente zich voor de voorronde van de Champions League. In 2007/08 via de play-offs, in 2008/09 door een tweede plaats in de Eredivisie omdat de play-offs was afgeschaft. Vanaf januari 2009 was Nkufo eerste aanvoerder van FC Twente.
In zijn periode bij FC Twente bereikte Nkufo verschillende mijlpalen in de clubhistorie. Tussen 15 december 2007 en 24 januari 2008 scoorde Nkufo in zeven opeenvolgende competitiewedstrijden minstens één doelpunt. Daarmee verbrak hij het clubrecord dat op naam stond van Dick van Dijk, die eind jaren 60 zes wedstrijden op rij doel trof. Nkufo had tussen 26 december 2005 en 22 maart 2009 114 achtereenvolgende basisplaatsen in de Eredivisie. Voorafgaand en na deze periode was hij geschorst. Op 1 maart 2009 scoorde hij in De Grolsch Veste tegen ADO Den Haag zijn 100ste competitiedoelpunt in de Eredivisie, waarmee hij toetrad tot de zogenaamde Club van 100. Op 15 augustus 2009 bereikte hij in een uitwedstrijd tegen ADO Den Haag een nieuwe mijlpaal, door zijn 104e doelpunt voor FC Twente te scoren. Hij passeerde hierdoor Jan Jeuring als clubtopscorer aller tijden in de competitie. Al snel hierna begonnen de supporters van FC Twente met het inzamelen van geld om een standbeeld voor Nkufo te laten maken. Na 223 wedstrijden te hebben gespeeld voor FC Twente, waarin hij 114 keer wist te scoren, sloot Nkufo op 35-jarige leeftijd zijn periode in Enschede af met het behalen van het landskampioenschap 2009/10.
Begin maart van 2010 liet FC Twente op haar website weten dat Nkufo doorgaat met voetballen na het WK. Hij zal na het toernooi aansluiten bij de Seattle Sounders die uitkomen in de Amerikaanse Major League Soccer. In Seattle scoorde hij vijf doelpunten in elf duels. Bij aanvang van zijn tweede jaar kwamen beide partijen overeen om het contract te ontbinden. Uiteindelijk besloot Nkufo een punt achter zijn carrière te zetten.

### Interlands

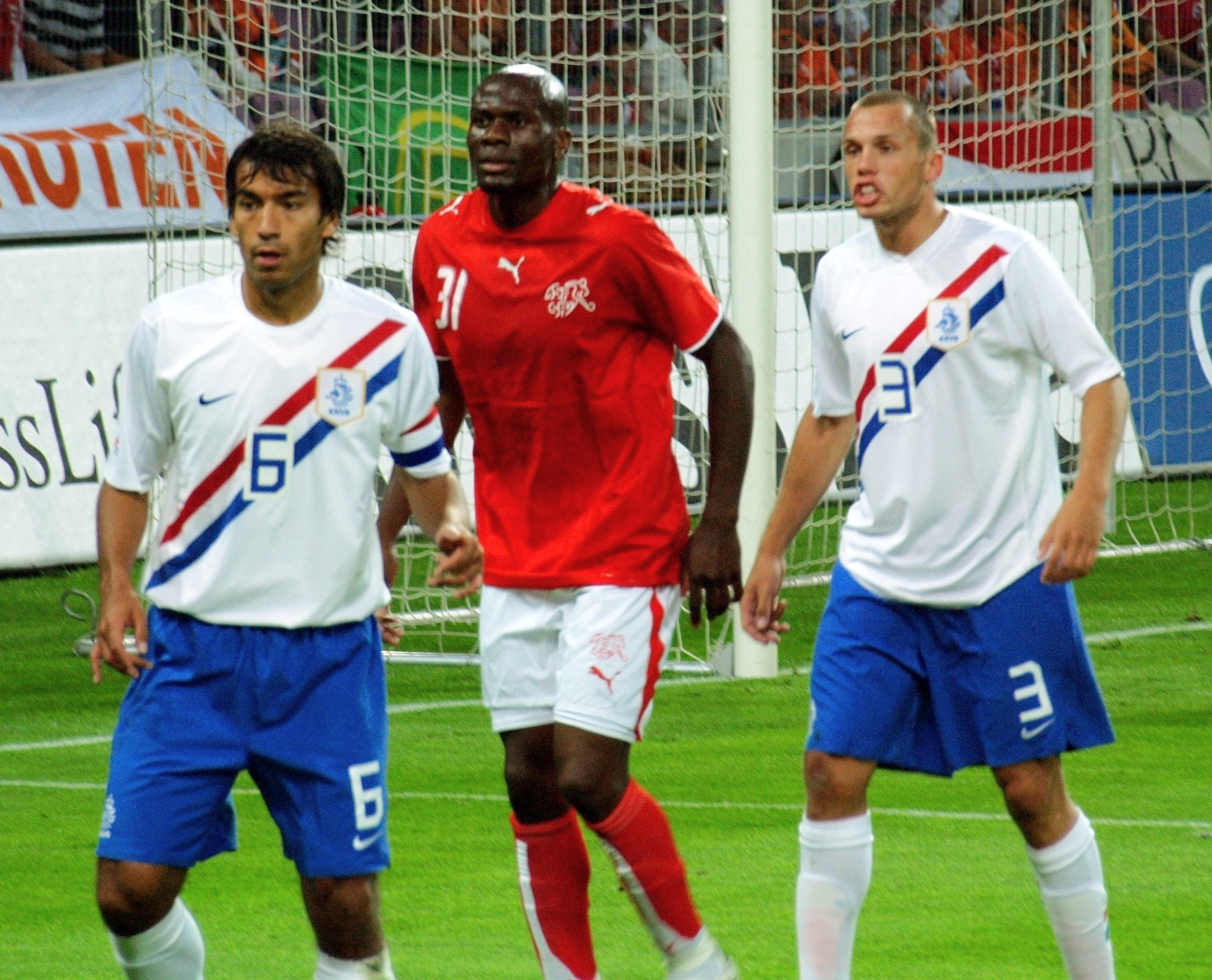
Nkufo in actie voor Zwitserland tegen Nederland. Links Giovanni van Bronckhorst, rechts John Heitinga.

Op 2 september 2000 maakte hij met een invalbeurt tegen Rusland zijn debuut voor het Zwitsers nationale team. Tot juni 2002 speelde hij zeven interlands. Na een verschil van mening met bondscoach Jakob Kuhn, die door Nkufo discriminerend selectiegedrag werd verweten, besloot hij te bedanken voor het nationale team.
Vanaf 2007 werd Nkufo weer voor Zwitserland opgeroepen, nadat de problemen tussen hem en Kuhn waren uitgepraat. Zijn rentree maakte hij op 7 september 2007 in een met 2-1 gewonnen interland tegen Nederland. Het EK 2008 in Oostenrijk en Zwitserland miste Nkufo door een in de slotfase van het voetbalseizoen opgelopen peesblessure. Hij maakte deel uit van de Zwitserse selectie op het wereldkampioenschap voetbal 2010.
| Interlands van Blaise Nkufo voor Zwitserland | Interlands van Blaise Nkufo voor Zwitserland | Interlands van Blaise Nkufo voor Zwitserland | Interlands van Blaise Nkufo voor Zwitserland | Interlands van Blaise Nkufo voor Zwitserland | Interlands van Blaise Nkufo voor Zwitserland |
| №                                            | Datum                                        | Wedstrijd                                    | Uitslag                                      | Competitie                                   | Goals                                        |
| -------------------------------------------- | -------------------------------------------- | -------------------------------------------- | -------------------------------------------- | -------------------------------------------- | -------------------------------------------- |
| 1                                            | 02 Sep 2000                                  | Zwitserland – Rusland                        | 0–1                                          | WK-kwalificatie                              |                                              |
| 2                                            | 02 Jun 2001                                  | Faeröer – Zwitserland                        | 0–1                                          | WK-kwalificatie                              |                                              |
| 3                                            | 06 Jun 2001                                  | Zwitserland – Slovenië                       | 0–1                                          | WK-kwalificatie                              |                                              |
| 4                                            | 12 Feb 2002                                  | Cyprus – Zwitserland                         | 1–1                                          | Vriendschappelijk                            |                                              |
| 5                                            | 13 Feb 2002                                  | Zwitserland – Hongarije                      | 2–1                                          | Vriendschappelijk                            |                                              |
| 6                                            | 27 Mar 2002                                  | Zweden – Zwitserland                         | 1–1                                          | Vriendschappelijk                            |                                              |
| 7                                            | 15 May 2002                                  | Zwitserland – Canada                         | 1–3                                          | Vriendschappelijk                            | Goal                                         |
| 8                                            | 22 Aug 2007                                  | Zwitserland – Nederland                      | 2–1                                          | Vriendschappelijk                            |                                              |
| 9                                            | 07 Sep 2007                                  | Zwitserland – Chili                          | 2–1                                          | Vriendschappelijk                            |                                              |
| 10                                           | 11 Sep 2007                                  | Zwitserland – Japan                          | 3–4                                          | Vriendschappelijk                            | Goal                                         |
| 11                                           | 13 Oct 2007                                  | Zwitserland – Oostenrijk                     | 3–1                                          | Vriendschappelijk                            |                                              |
| 12                                           | 17 Oct 2007                                  | Zwitserland – Verenigde Staten               | 0–1                                          | Vriendschappelijk                            |                                              |
| 13                                           | 20 Nov 2007                                  | Zwitserland – Nigeria                        | 0–1                                          | Vriendschappelijk                            |                                              |
| 14                                           | 06 Feb 2008                                  | Engeland – Zwitserland                       | 2–1                                          | Vriendschappelijk                            |                                              |
| 15                                           | 26 Mar 2008                                  | Zwitserland – Duitsland                      | 0–4                                          | Vriendschappelijk                            |                                              |
| 16                                           | 20 Aug 2008                                  | Zwitserland – Cyprus                         | 4–1                                          | Vriendschappelijk                            |                                              |
| 17                                           | 06 Sep 2008                                  | Israël – Zwitserland                         | 2–2                                          | WK-kwalificatie                              | Goal                                         |
| 18                                           | 10 Sep 2008                                  | Zwitserland – Luxemburg                      | 1–2                                          | WK-kwalificatie                              | Goal                                         |
| 19                                           | 11 Oct 2008                                  | Zwitserland – Letland                        | 2–1                                          | WK-kwalificatie                              | Goal                                         |
| 20                                           | 15 Oct 2008                                  | Griekenland – Zwitserland                    | 1–2                                          | WK-kwalificatie                              | Goal                                         |
| 21                                           | 19 Nov 2008                                  | Zwitserland – Finland                        | 1–0                                          | Vriendschappelijk                            |                                              |
| 22                                           | 11 Feb 2009                                  | Zwitserland – Bulgarije                      | 1–1                                          | Vriendschappelijk                            |                                              |
| 23                                           | 28 Mar 2009                                  | Moldavië – Zwitserland                       | 0–2                                          | WK-kwalificatie                              |                                              |
| 24                                           | 01 Apr 2009                                  | Zwitserland – Moldavië                       | 2–0                                          | WK-kwalificatie                              | Goal                                         |
| 25                                           | 12 Aug 2009                                  | Zwitserland – Italië                         | 0–0                                          | Vriendschappelijk                            |                                              |
| 26                                           | 05 Sep 2009                                  | Zwitserland – Griekenland                    | 2–0                                          | WK-kwalificatie                              |                                              |
| 27                                           | 09 Sep 2009                                  | Letland – Zwitserland                        | 2–2                                          | WK-kwalificatie                              |                                              |
| 28                                           | 10 Oct 2009                                  | Luxemburg – Zwitserland                      | 0–3                                          | WK-kwalificatie                              |                                              |
| 29                                           | 14 Oct 2009                                  | Zwitserland – Israël                         | 0–0                                          | WK-kwalificatie                              |                                              |
| 30                                           | 01 Jun 2010                                  | Zwitserland – Costa Rica                     | 0–1                                          | Vriendschappelijk                            |                                              |
| 31                                           | 05 Jun 2010                                  | Zwitserland – Italië                         | 1–1                                          | Vriendschappelijk                            |                                              |
| 32                                           | 16 Jun 2010                                  | Spanje – Zwitserland                         | 0–1                                          | WK-eindronde                                 |                                              |
| 33                                           | 21 Jun 2010                                  | Chili – Zwitserland                          | 1–0                                          | WK-eindronde                                 |                                              |
| 34                                           | 25 Jun 2010                                  | Zwitserland – Honduras                       | 0–0                                          | WK-eindronde                                 |                                              |

### Persoonlijk
Nkufo woonde in zijn tijd bij FC Twente in het Duitse Gronau. Hij is getrouwd en heeft twee kinderen. Zijn vrouw en kinderen emigreerden in 2009 naar Vancouver in Canada. In mei 2010, na afloop van zijn contract bij FC Twente, ging Nkufo zijn gezin achterna.
Zijn jongere broer Yannick, die sinds 2009 bij Yverdon-Sport FC speelt, werd in 2005 afgetest bij FC Twente.

## Bijzonderheden
- De achternaam Nkufo werd vaak als N'Kufo geschreven, maar hoort officieel zonder apostrof en aan elkaar. De uitspraak is Kufo; de N wordt niet uitgesproken.[12]

## Erelijst
| Competitie             |          |          |          |          |
| Competitie             | Aantal   | Jaren    |          |          |
| Al-Arabi               | Al-Arabi | Al-Arabi | Al-Arabi | Al-Arabi |
| ---------------------- | -------- | -------- | -------- | -------- |
| Qatari League          | 1x       | 1995/96  |          |          |
| Lausanne-Sport         |          |          |          |          |
| Schweizer Cup          | 1x       | 1997/98  |          |          |
| FC Twente              |          |          |          |          |
| Internationaal         |          |          |          |          |
| UEFA Intertoto Cup     | 1x       | 2006     |          |          |
| Nationaal              |          |          |          |          |
| Eredivisie             | 1x       | 2009/10  |          |          |
| Seattle Sounders       |          |          |          |          |
| Lamar Hunt US Open Cup | 1x       | 2010     |          |          |

## Statistieken
| Seizoen | Club                | Competitie          | Competitie | Competitie | Beker | Beker | Internationaal | Internationaal | Totaal | Totaal |
| Seizoen | Club                | Competitie          | Wed.       | Dlp.       | Wed.  | Dlp.  | Wed.           | Dlp.           | Wed.   | Dlp.   |
| ------- | ------------------- | ------------------- | ---------- | ---------- | ----- | ----- | -------------- | -------------- | ------ | ------ |
| 1993/94 | FC Lausanne-Sport   | Nationalliga A      | 2          | 0          | ?     | ?     | ?              | ?              | 2      | 0      |
| 1994/95 | FC Echallens        | Nationalliga B      | 16         | 9          | ?     | ?     | ?              | ?              | 16     | 9      |
| 1995/96 | Al-Arabi            | Qatari League       | 12         | 6          | ?     | ?     | ?              | ?              | 12     | 6      |
| 1996/97 | Yverdon-Sport FC    | Nationalliga B      | 35         | 12         | ?     | ?     | ?              | ?              | 35     | 12     |
| 1997/98 | FC Lausanne-Sport   | Nationalliga A      | 34         | 18         | ?     | ?     | ?              | ?              | 34     | 18     |
| 1998/99 | Grasshopper CZ      | Nationalliga A      | 13         | 2          | ?     | ?     | ?              | ?              | 13     | 2      |
| 1998/99 | FC Lugano           | Nationalliga A      | 11         | 10         | ?     | ?     | ?              | ?              | 11     | 10     |
| 1999/00 | FC Lugano           | Nationalliga A      | 10         | 4          | ?     | ?     | ?              | ?              | 10     | 4      |
| 1999/00 | Grasshopper CZ      | Nationalliga A      | 5          | 2          | ?     | ?     | ?              | ?              | 5      | 2      |
| 2000/01 | FC Luzern           | Nationalliga A      | 19         | 7          | ?     | ?     | ?              | ?              | 19     | 7      |
| 2000/01 | 1. FSV Mainz 05     | 2. Bundesliga       | 14         | 6          | ?     | ?     | ?              | ?              | 14     | 6      |
| 2001/02 | 1. FSV Mainz 05     | 2. Bundesliga       | 28         | 14         | ?     | ?     | ?              | ?              | 28     | 14     |
| 2002/03 | Hannover 96         | Bundesliga          | 9          | 0          | ?     | ?     | ?              | ?              | 9      | 0      |
| 2003/04 | FC Twente           | Eredivisie          | 28         | 14         | ?     | ?     | -              | -              | 28     | 14     |
| 2004/05 | FC Twente           | Eredivisie          | 32         | 16         | ?     | ?     | -              | -              | 32     | 16     |
| 2005/06 | FC Twente           | Eredivisie          | 32         | 12         | ?     | ?     | -              | -              | 32     | 12     |
| 2006/07 | FC Twente           | Eredivisie          | 34         | 22         | ?     | ?     | ?              | ?              | 34     | 22     |
| 2007/08 | FC Twente           | Eredivisie          | 34         | 22         | ?     | ?     | 6              | 1              | 40     | 23     |
| 2008/09 | FC Twente           | Eredivisie          | 31         | 16         | 4     | 4     | 9              | 2              | 44     | 22     |
| 2009/10 | FC Twente           | Eredivisie          | 32         | 12         | 2     | 2     | 2              | 0              | 36     | 14     |
| 2010/11 | Seattle Sounders FC | Major League Soccer | 11         | 5          | 1     | 0     | 2              | 0              | 14     | 5      |
| Totaal  | Totaal              | Totaal              | 442        | 209        | 7     | 6     | 19             | 3              | 468    | 218    |

## Periode na actieve carrière
| Jaren       | Club      | Functie |
| ----------- | --------- | ------- |
| 2011 - 2015 | FC Twente | Scout   |